# Xã đặc quyền Shelby, Michigan
Xã Shelby (tiếng Anh: Shelby Township) là một xã thuộc quận Macomb, tiểu bang Michigan, Hoa Kỳ. Năm 2010, dân số của xã này là 73.804 người.